# The Home-Made Car
The Home-Made Car ist ein britischer Kurzfilm von James Hill, der sowohl als Regisseur wie auch als Produzent auftrat und das Drehbuch schrieb. Hill war mit seinem Film für einen Oscar nominiert.
Erstmals gezeigt wurde der Film während der Internationalen Filmfestspiele in Berlin im Juni 1963.

## Inhalt
Arthur, der mit seinem Hund, einem Bernhardiner, unterwegs ist, schaut sich auf einem Schrottplatz alte Autos an, wobei ihm ein Autowrack besonders ins Auge sticht. Schnell wird er mit dem Schrotthändler handelseinig und ist schon kurze Zeit später damit beschäftigt, eine ihm von dem Tankstellenbetreiber Mr. Finch zur Verfügung gestellte Garage auszuräumen, um dort an dem Schrottauto arbeiten zu können. Dabei wird er von der kleinen Mil beobachtet, die im Nachbarhaus wohnt und gern mal mit einer Wasserpistole auf ihn zielt, wenn er gerade nicht auf sie achtet. Kurzfristig kann er auch die Aufmerksamkeit der von ihm heimlich verehrten Sheila, einer jungen Dame, die ganz in der Nähe wohnt, auf sich lenken. Zu Arthurs Missfallen wird Sheila aber kurz darauf von einem jungen Mann abgeholt, der einen Sportwagen fährt.
Während Arthur einen Kaffee trinkt, lädt ein Schrottsammler vor der Garage liegende Autoteile, nämlich Frontflügel und Kühlerhaube, auf seinen Karren. Arthur sieht ihn gerade noch um die Ecke biegen und holt sich sein Eigentum zurück. So langsam geht es vorwärts, woran auch Mr. Finch seinen Anteil hat. Und auch mit der kleinen Mil freundet Arthur sich an und bezieht sie in seine Arbeit mit ein, was die Kleine ganz stolz macht. Hin und wieder muss das ungleiche Gespann aber auch mit Rückschlägen kämpfen. Ein glücklicher Moment für Arthur und Mill ist, als sie an der Decke der Garage – eingebettet in alte Kissen – ein Vogelnest mit gerade geschlüpften Jungvögeln entdecken. Stets in der Nähe Arthurs ist sein treuer Hund, der entweder dem Geschehen folgt oder vor sich hindöst.
Und dann ist der große Tag der ersten Ausfahrt tatsächlich da. Stolz setzt Arthur das Auto, das wirklich etwas hermacht und in dem natürlich auch sein Hund Platz genommen hat, in Bewegung. Gerade als er an der Tankstelle von Mr. Finch steht, braust der junge Mann mit dem Sportwagen heran, in dessen Auto Sheila sitzt, und rast mit seinem Wagen in ein seitlich aufgestelltes Blumengestell, weil er entgeistert auf Arthurs Auto geschaut hatte. Arthur ergreift die Gelegenheit und bietet Sheila einen Platz in seinem Wagen an, was sie gern annimmt. Als sie die kleine Mil bei ihrer Ausfahrt auf einem Zaun sitzend erblicken, lädt Arthur die Kleine ein, ebenfalls an der Fahrt teilzunehmen.

## Produktion, Erfolg
Der Film wurde von British Petroleum (BP) gesponsert und von James Hill Production in Technicolor unter Aufsicht von Angela Levy produziert. In dem Film wird kein Wort gesprochen. Vertrieben wurde The Home-Made Car durch BFI Video. Zusammen mit zwei weiteren Kurzfilmen von James Hill wurde der Film zudem auf DVD veröffentlicht.
Gedreht wurde an der BP-Tankstelle in Bucks Horn Oak in der Grafschaft Hampshire in England, in Blackwell Cottage, Cambridge Road West, Farnborough in der Grafschaft Hampshire (dort baute Arthur das Auto neu zusammen) und in Seale, Surrey in England (Landstraßen am Ende des Films). Das dort stehende Haus sowie das Haus, in dem das kleine Mädchen wohnte, ist erhalten geblieben. Dort, wo sich die Garage befand, steht jetzt ein Einfamilienhaus.

## Autos, Erfolg

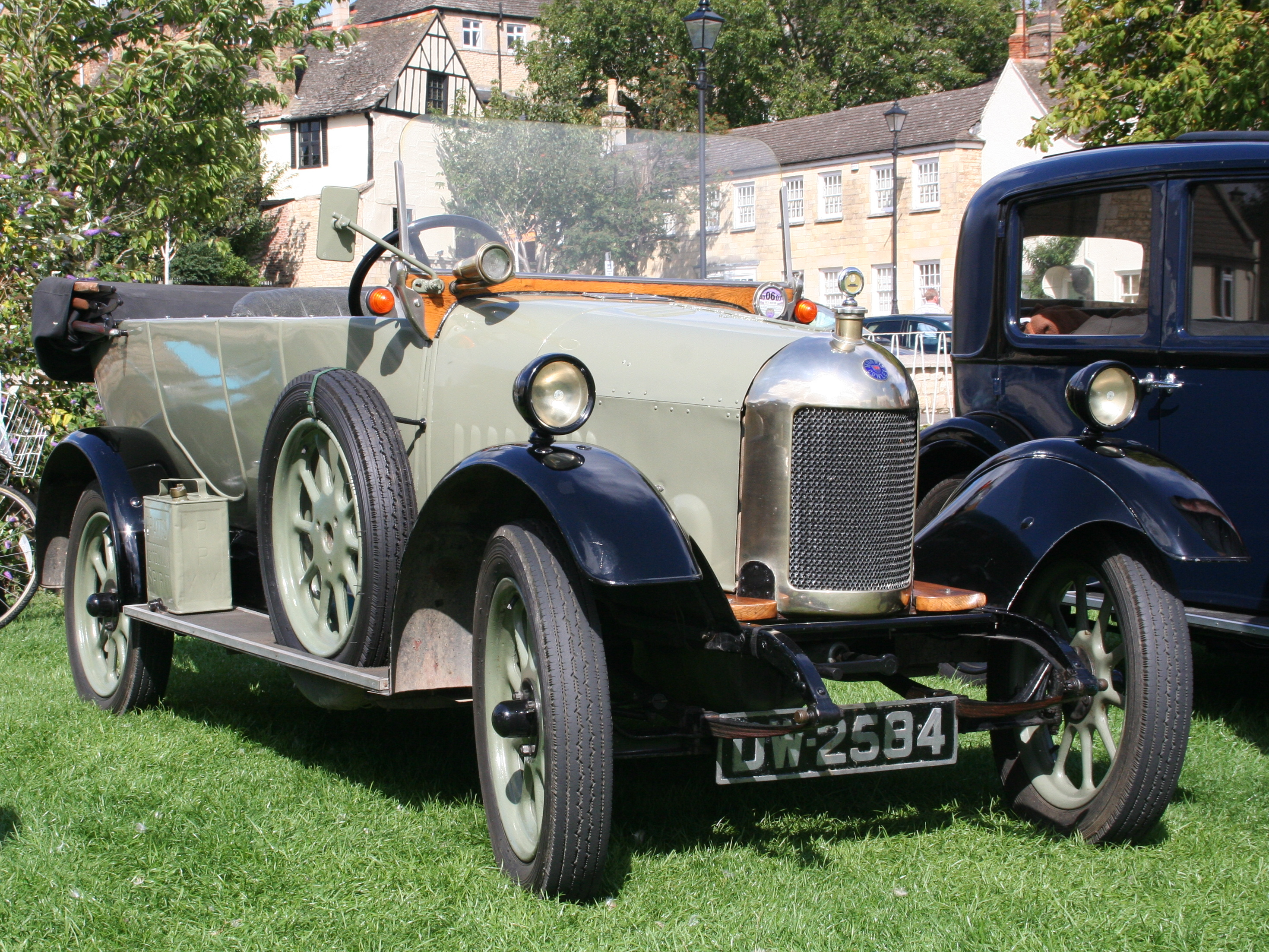
Beispielbild Bullnose Morris

Der Besitzer des Bullnose Morris behielt das im Film gezeigte Auto bis zu seinem Tod im Jahr 2011. Bei Entstehung des Films war das Auto bereits vollständig restauriert, weshalb man das Fahrgestell eines anderen Autos verwendete, eines seltenen Perry von 1916. Bei dem Sportwagen mit der Kennung WVK 929, der von dem jungen Mann gefahren wird, handelte es sich um einen weißen Austin-Healey 100-6 aus den späten 1950er-Jahren mit rotem Interieur. 
Der Film wurde zu einer Art Kultfilm, da er von BBC Two regelmäßig ausgestrahlt wurde, weil Fernsehtechniker ihn bei der Farbabstimmung neuer Fernsehgeräte einsetzten.

## Auszeichnungen
Internationale Filmfestspiele Berlin 1963
- Gewinner des Silbernen Bären: James Hill in der Kategorie „Spezialpreis Kurzfilm“
- Lobende Erwähnung: James Hill in der Kategorie Jugendfilmpreis

Oscarverleihung 1964
- Nominierter: James Hill mit dem Film in der Kategorie „Bester Kurzfilm“ (Live Action). Der Oscar ging jedoch an Paul de Roubaix und Marcel Ichac und den Film La rivière du hibou, in dem es um eine Exekution während des Sezessionskrieges geht, und dessen Handlung auf der Kurzgeschichte An Occurrence at Owl Creek Bridge von Ambrose Bierce beruht.